# Rubén Mario Molina Guetti
Rubén Mario Molina Guetti, también conocido como Ruben Buby Molina (Necochea, 15 de abril de 1951 - La Plata, 27 de enero de 1977) fue un joven geólogo argentino oriundo de la ciudad de Necochea que fue desaparecido en La Plata a comienzo del año 1977.

## Estudios y militancia
Rubén Mario Molina Guetti nació el 15 de abril de 1951 en la ciudad costera de Necochea (Provincia de Buenos Aires). Allí fue cofundador de la Asociación Amigos del Museo de Ciencias Naturales de dicha ciudad. Al terminar los estudios secundarios se fue a vivir a la ciudad de La Plata, donde estudió la carrera de Geología en la Facultad de Ciencias Naturales y Museo de la Universidad Nacional de La Plata, recibiéndose como geólogo antes de los 25 años.
Al terminar sus estudios tuvo que realizar el servicio militar obligatorio, el cual pudo hacer a mayor edad por motivo de los estudios universitarios que cursaba. Fue asignado para realizar el servicio militar como guardiamarina en la Hidrografía Naval. Sin embargo, para ese momento ya estaba militando de forma activa en la organización guerrillera peronista Montoneros.
Mientras se encontraba viviendo con su compañera Susana Inés Haristeguy en una casa situada en la calle 35 esquina 11 de la ciudad de La Plata fueron desaparecidos. Su hermano, Daniel Molina, constató su desaparición al ir a visitarlo a dicha casa y encontrarla toda revuelta, sin rastros de su hermano. Si bien presentó tres Habeas corpus no logró dar con su paradero. Según se pudo saber posteriormente, fue asesinado por arma de fuego el mismo día 27 de enero en su casa junto con su compañera Susana Inés Haristeguy. Su cuerpo fue encontrado en el año 1999. Con estos datos, recién en dicho año se pudo otorgar el acta de defunción de Rubén Molina. 
Posteriormente, con información obtenida del Archivo de la Dirección de Inteligencia de la Policía de la provincia de Buenos Aires (DIPPBA), se pudo saber que en el operativo en el que fueron asesinados Rubén Molina y Susana Inés Haristeguy habrían participado el comisario Miguel Etchecolatz, quien habría contado con la ayuda de la Infantería de la Marina y el Comando Radioeléctrico.

## Homenajes

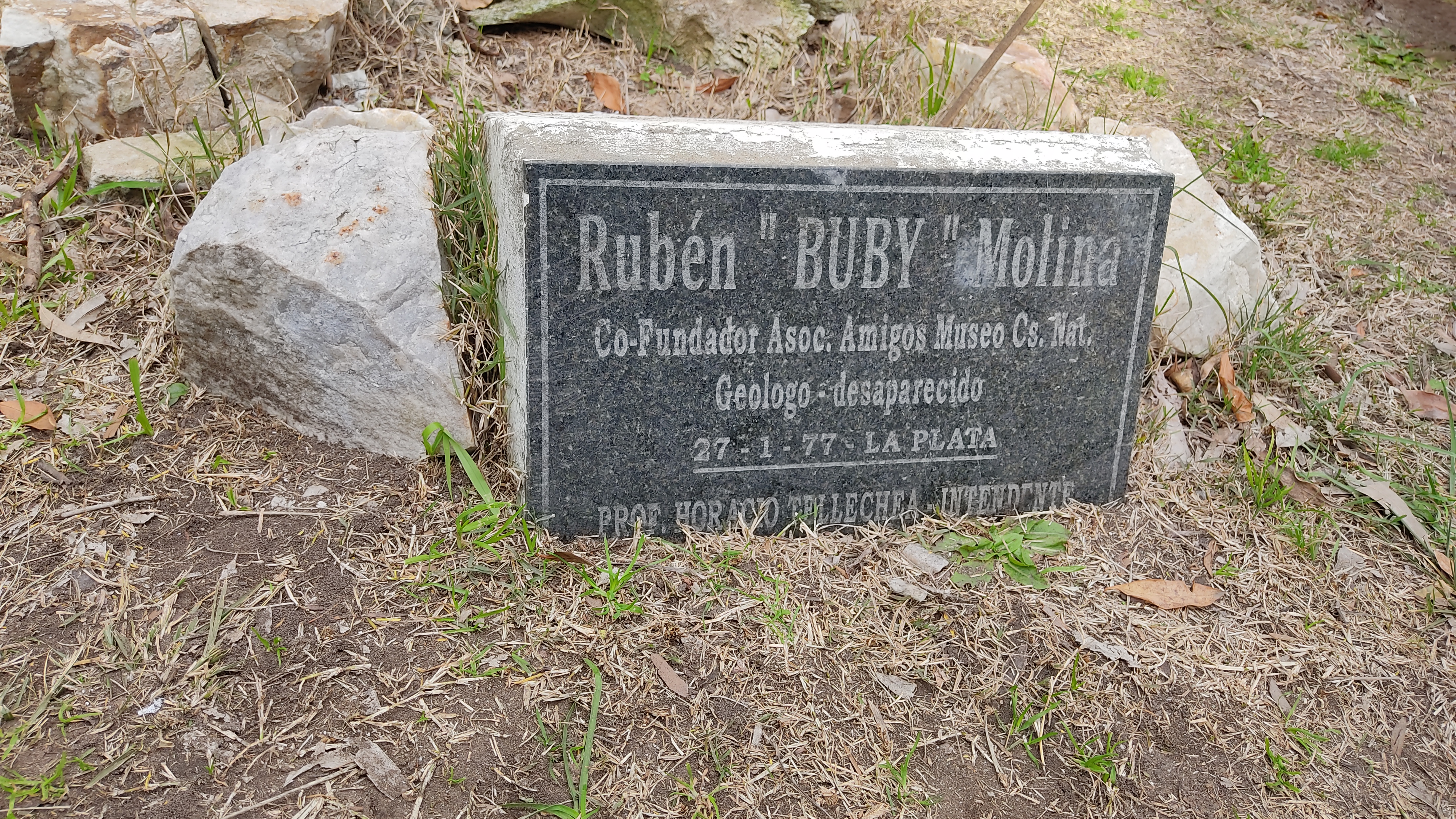
Placa recordatorio en el Museo de Ciencias Naturales “Dr. José Squadrone” de Necochea, en honor a Rubén Molina, oriundo de dicha ciudad.

En la entrada del Museo de Ciencias Naturales “Dr. José Squadrone” de la ciudad de Necochea, de donde era oriundo, se colocó una placa en su honor recordado su participación como cofundador de la Asociación Amigos del Museo de Ciencias Naturales; un antecedente de la Asociación de Amigos del Museo que propició la creación del mismo. 
El hermano de Rubén Mario Molina Guetti, Daniel Molina, fue posteriormente intendente de la ciudad de Necochea.
Su nombre figura en la lista de legajos que fueron reparados de las personas que fueron estudiantes o graduados de la Facultad de Ciencias Naturales y Museo de la Universidad Nacional de La Plata, que fueron detenidas-desaparecidas y/o asesinadas por el terrorismo de Estado de la última dictadura cívico-militar en Argentina y las acciones paraestatales.
En el año 2021, en el marco del Día Nacional por la Memoria, la Verdad y la Justicia, se plantearon 22 árboles detrás de la Escuela Municipal de Artes para recordar a los detenidos-desaparecidos de la ciudad de Necochea. En este acto, familiares y amigos de las víctimas fueron quienes se encargaron de plantar los árboles, como parte del programa creado por el gobierno nacional denominado “Plantamos memoria”. Uno de los árboles recuerda la memoria de Susana Inés Haristeguy y otro a su compañero Rubén Molina.